# Каркаде

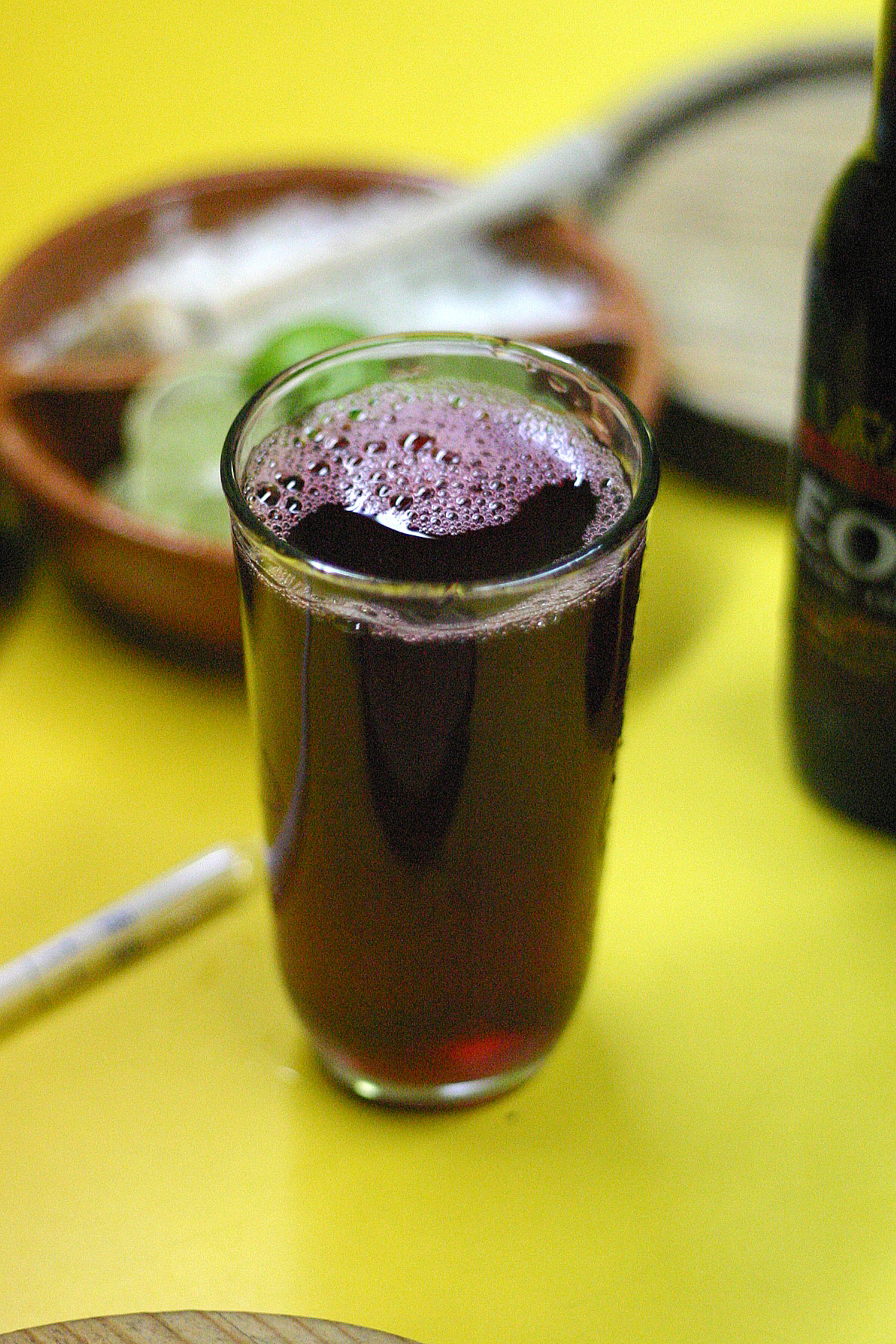
Охолоджений каркаде

Каркаде́ — кислуватий на смак напій яскраво-червоного кольору, приготований із сушених навколоцвіть квіток розелли (наукова назва рослини — Hibiscus sabdariffa).
Каркаде також називають «суданська мальва», «суданська троянда», «червона троянда», «червоний щаве́ль», «окра», «кенаф», «троянда шарон», «мальва Венеції».
Є національним єгипетським напоєм. Гарячий чай п'ють як освіжаючий напій у спеку. Також популярний холодний каркаде з цукром, цей напій за смаком схожий на морс. Каркаде, як і звичайний чай, для зручності фасують у пакетики.

## Рослина

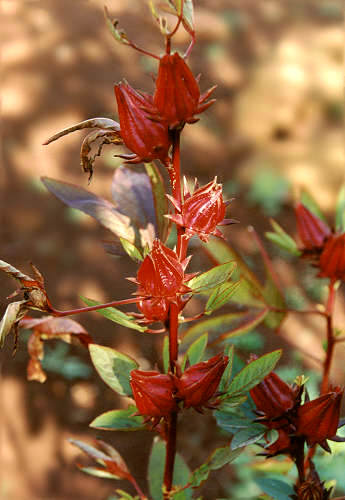
Гібіскус сабдаріфа

Hibiscus sabdariffa — однорічна трав'яниста рослина родини мальвових, походить із Індії, вирощують у тропічних регіонах усього світу. У промислових масштабах: Судан, Єгипет, Індія, Китай, Шрі-Ланка, острів Ява, Таїланд, Мексика.
Усі його частини їстівні. Для приготування напою використовують тільки темно-червоні пелюстки, чашечки і підчашшя, названі розанчиками. Рослину можна вирощувати вдома в горщиках, насіння легко можна знайти в пакетику з чаєм каркаде.

## Лікувальна дія
В арабських країнах набув широкого застосування в медицині. Там каркаде вважають ліками проти усіх хвороб.
Речовини, які надають рослині червоний колір, — антоціани, містять вітамін PP, вони зміцнюють стінки кровоносних судин, регулюють їх проникність. Помилково вважають, що гарячий чай підвищує артеріальний тиск, а холодний понижує, але це не так, тому що чай потрапляє в шлунок з однаковою температурою — температурою тіла. Відвар з гібіска містить антиоксиданти й має спазмолітичні, сечогінні, жарознижувальні властивості. Напій містить багато вітамінів та органічних кислот, зокрема лимонну, які сприяють поліпшенню загального стану організму.
Напій підвищує кислотність шлункового соку, тому протипоказаний хворим на гастрит із підвищеною кислотністю та виразкою шлунка.

## Приготування

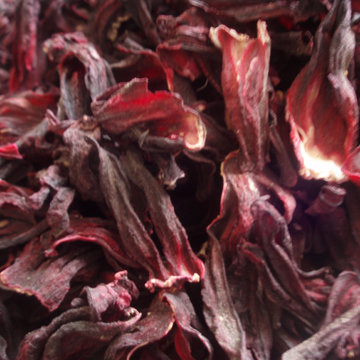
Сухий чай каркаде

Є декілька способів приготування каркаде. Традиційний і найпоширеніший: залити окропом суху заварку й дати настоятися 5–7 хвилин.
Розм'яклі пелюстки гібіска можна їсти, вони містять вітамін C, до 10 % білка, велику кількість амінокислот, а також пектин, який допомагає очистити кишку від токсинів та шлаків.

### Гарячий
2 чайні ложки пелюсток заливають окропом в одній склянці води. За смаком додають цукор.
Напій не слід довго кип'ятити: при тривалому нагріванні барвники розкладаються, і напій стає брудно-сірим.

### Холодний
Готують так само, як і гарячий каркаде, але охолоджують, а в приготований напій додають шматочки льоду.

### Холодний (варіант)
На упаковці каркаде деякі виробники пропонують такий рецепт приготування: настояти пелюстки каркаде в холодній воді протягом 8 годин.